# George Neville, IV barón Bergavenny
George Neville, IV barón de facto (II de jure) Bergavenny (c. 1440 – 20 de septiembre de 1492) fue un noble inglés.

## Carrera
Los padres de George eran Edward Neville, III barón Bergavenny y Elizabeth Beauchamp. Eduardo IV le nombró caballero el 9 de mayo de 1471, como recompensa por su participación en la batalla de Tewkesbury. Sucedió a su padre en 1476.

## Matrimonio y descendencia
Neville se casó en primer lugar, antes del 1 de mayo de 1471, con Margaret Fenn (m. 28 de septiembre de 1485), hija y heredera de Hugh Fenn, con quien tuvo seis hijos y una hija:
- George Neville, V barón Bergavenny (c. 1469–c. 1535).[2]
- John Neville.[3]
- William Neville.
- Sir Edward Neville (1471@–1538). En algún momento anterior del 6 de abril de 1529, desposó a Eleanor Windsor, viuda del IX barón Scrope (m. 1515) e hija del I barón Windsor.
- Sor Thomas Neville (c.1484–1542), miembro de la Cámara de los Comunes, casado con Katherine Dacre y Elizabeth Bryce.[4]
- Sir Richard Neville (antes de 1485 – c. 1515).
- Elizabeth Neville, casada con los escuderos Thomas Berkeley de Avon, Hampshire, y Richard Covert de Slaugham, Sussex.

Volvió a casarse con Elizabeth Brent. Elizabeth había enviudadado previamente de Richard Naylor, Sor Robert Basett, y John Stokker. No tuvieron desdencencia.
Bergavenny fue capitán de las fuerzas inglesas en Calais en 1490. Murió dos años después, en 1492.